# Johan I van Hulsberg
Johan I van Hulsberg (ca. 1348-1415) was een ridder in 1384 en schout van de schepenbank van Klimmen. Hij was een zoon van Arnold I van Hulsberg heer van 't goed Struversgracht en voogd voor het Land van Valkenburg in 1330 (ca. 1318-1374) en een dochter van Johan van Donmartin ridder en heer van Duras
Jan bewoonde het hof Struversgracht. In 1378 ontving hij van Wenceslaus hertog van Brabant, voor getrouwde diensten, de laathof In Genop bij Meerssen. Dit laathof, ook Schaluinshof genoemd, werd het stamgoed van de van Hulsbergs. 
In 1381 is hij samen met Geraerdt Mulaerdt in het bezit van Kasteel Schaloen en werd genoemd de 1e heer van Schaloen. 
Hij trouwde (1) met Marie van Retersbeck (1350-). Zij was een dochter van Walram van Retersbeck ridder en heer van Retersbeek (1310-) die getrouwd was met een dochter van Hendrik van Schaesberg heer van Schaesberg en ridder (1273-1281). Hij trouwde (2) met Margaretha van Kinzweiler (ca. 1369-)
Uit zijn eerste huwelijk is 1 kind geboren:
- Reinier II van Hulsberg-van Schaloen (ca. 1395-1457)